# Золотая лихорадка в Сибири

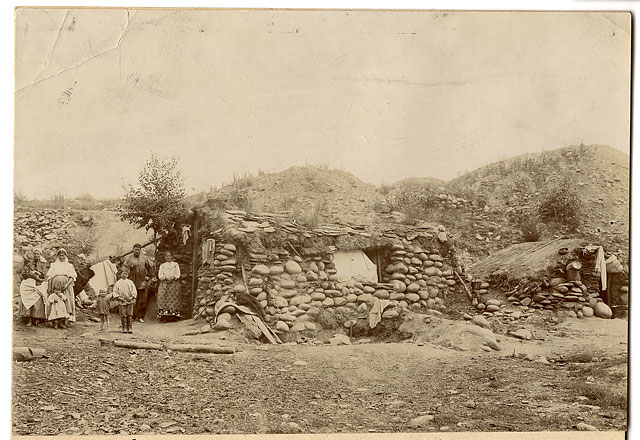
Дом рабочих золотого прииска. Минусинск, 1911 год.

Золотая лихорадка в Сибири — неорганизованная массовая добыча золота в Сибири в первой половине XIX века.

## История

### Закон 1812 года
28 мая 1812 года Сенат принял указ под названием «О предоставлении права всем Российским подданным отыскивать и разрабатывать золотые и серебряные руды с платежом в казну подати». Закон впервые определил взаимоотношения государства и частных лиц, занимающихся добычей золота и серебра. Добыча золота разрешалась лишь отдельным сословиям.

### Егор Лесной
Добыча золота в Сибири началась в 1828 году на реке Сухой Берикуль в Томской губернии (ныне Тисульский район Кемеровская область). До этого на Сухом Берикуле золото добывал Егор Лесной — старообрядец-крестьянин (по другим сведениям ссыльный). Егор Лесной жил вместе со своей воспитанницей на озере Берчикуль, в пятнадцати — двадцати километрах от реки Сухой Берикуль. Место добычи Егор держал в тайне.

### Предварительная разведка месторождений

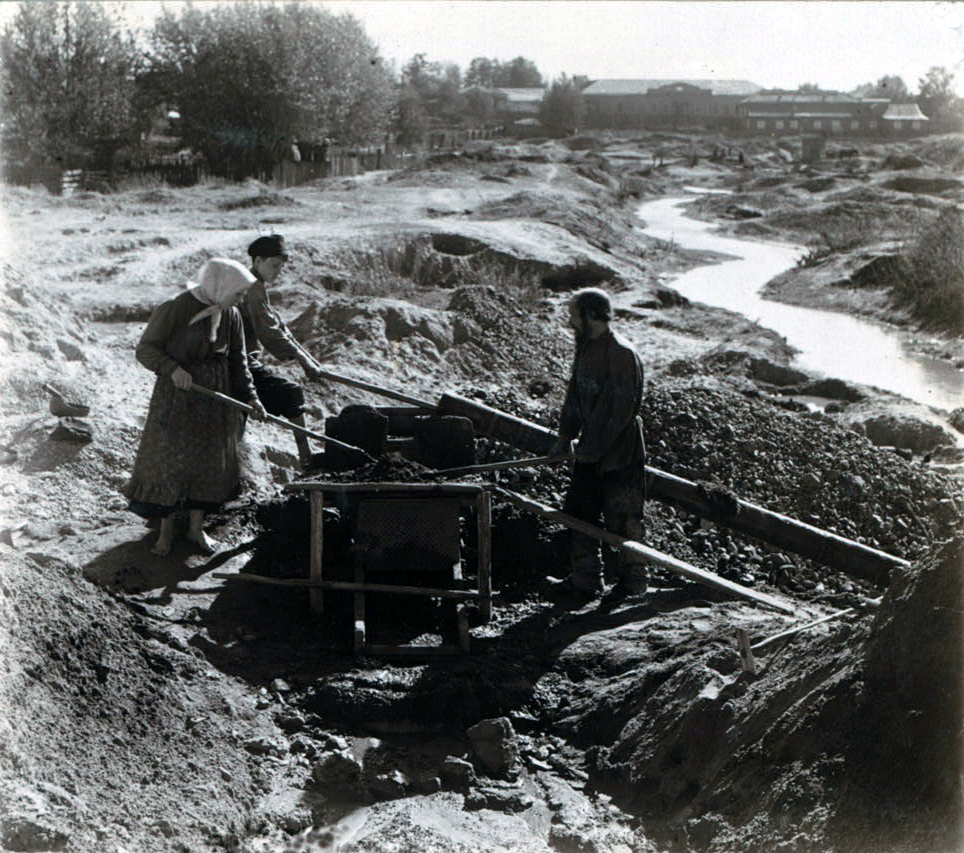
Промывка золотоносного песка. Фотография Прокудина-Горского, Урал, Район города Берёзовский, начало XX века

В 1827 году виноторговцы — купец первой гильдии Андрей Яковлевич Попов и его племянник Федот Иванович Попов решили заняться золотодобычей. Получив разрешение разыскивать золотые пески и руды по всей Сибири, они отправились на поиски золота в Томскую губернию. Узнав о крупных находках Егора Лесного, Андрей Попов послал к нему своих людей. Им не удалось узнать место добычи золота. Тогда Андрей Попов лично поехал к Егору Лесному, но к его приезду старатель-отшельник был уже задушен. 11 августа 1828 года купец Андрей Яковлевич Попов подал в Дмитровское волостное управление Томской губернии заявку на участок на реке Берикуль. По одной из версий, местонахождение участка раскрыла воспитанница Егора Лесного. Правительство охотно выдавало разрешения на добычу золота, но было мало желающих вкладывать большие деньги в разведку. Федот Иванович Попов потратил на разведку более 2 млн рублей. Федот Иванович Попов умер в Томске 20 апреля 1832 года, а Андрей Яковлевич Попов умер в 1833 году в Петербурге, был похоронен в Александро-Невской лавре.

### Начало добычи
Прииск «1-я Берикульская площадь» в 1829 году дал 1 пуд 20 фунтов золота. В 1830 году — более четырёх с половиной пудов, а в 1835 году добыча золота купцами Поповыми на Сухом Берикуле, Мокром Берикуле и нескольких других малых притоках Кии выросла до 16 с лишним пудов.
В 1829 году рядом с приисками купцов Поповых в системе притоков реки Кии — Мокрый Берикуль, Сухой Берикуль, Макарак, Малый Кундат — были открыты новые прииски. Принадлежали они компаниям купцов Рязанова, Казанцева, Баландина.
В 1830 году Поповыми было открыто золото в Салаирском кряже, в Коктекбинском, Красноярском и Минусинском округах Енисейской губернии. В 1832 году — в Ачинском округе по рекам Урюпе, Абакане, Июсе и Казыре. В 1831 году Поповы владели уже более чем 120 приисками. Более тридцати приисков принадлежало компаниям Рязанова,  Баландина, пятнадцати — Асташева. В 1838 году были открыты золотые месторождения в Канском и Нижнеудинском округах.
31 мая 1843 года была разрешена частная золотодобыча в западном Забайкалье. В том же году был создан частный Верхнеудинский горный округ. В Восточном Забайкалье частная золотодобыча была разрешена 3 ноября 1863 года, а в 1865 году в Нерчинске был создан частный Нерчинский горный округ.

### Массовая добыча

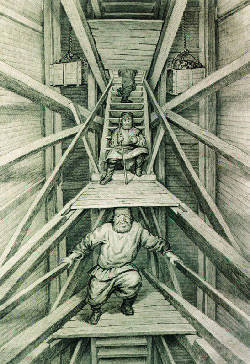
Промывка золота в Восточной Сибири (1849—1850). Гравюра Карла Петера Мазера.

Открывались новые золотоносные месторождения. В Западной Сибири по рекам: Большой Кожух, Тисуль, Тулуюл, Кийский Шалтырь, по Кундустуюлам Большому и Малому, по Золотому Китату. В Восточной Сибири по рекам Бирюсе, Мане, по Верхней и Нижней Тунгускам, по Питу и их крупным и малым притокам.
Началась золотая лихорадка. В 1830-х годах частным старательством занималось более 200 человек. В 1840-е годы в Сибири работали несколько сотен поисковых партий. Каждая партия состояла примерно из десятка человек. Старателей нужно было обеспечивать продовольствием, одеждой, оружием, лошадьми, инструментом и т. д. Золотодобывающая промышленность обеспечивала работой тысячи человек. В 1838 году в Енисейской губернии проживало всего 102 843 человека. В 1835 году в Красноярске проживало 5936 человек. На прииски Мариинской тайги в 1834 году нанялось 5927 человек, из них 4863 были ссыльнопоселенцами.
Золотодобыча способствовала развитию торговли в Сибири. Объём торговли хлебом и фуражом в Енисейской губернии вырос с 350 тысяч рублей в 1830-е годы до пяти миллионов рублей к концу 1850-х. В 1859 году на золотые прииски Енисейской губернии было поставлено около 2 миллионов пудов хлеба.
Для использования в приисковых работах на золотые промыслы в большом количестве закупались лошади: только для енисейского золотопромышленного района в конце 1850-х годов ежегодно поставлялось до 8 тысяч лошадей. С учетом затрат на доставку, золотопромышленники Енисейской губернии тратили ежегодно на закупку мяса и лошадей до 500 тысяч рублей серебром. В 1854 году для иркутских золотых промыслов было закуплено 200 тысяч пудов мяса. На прииски Енисейской губернии в конце 1850-х годов поставлялось до 15 тысяч голов рогатого скота. Вывоз рыбы из Туруханского края в 1840-х вырос в три раза в сравнении с 1820-ми годами.

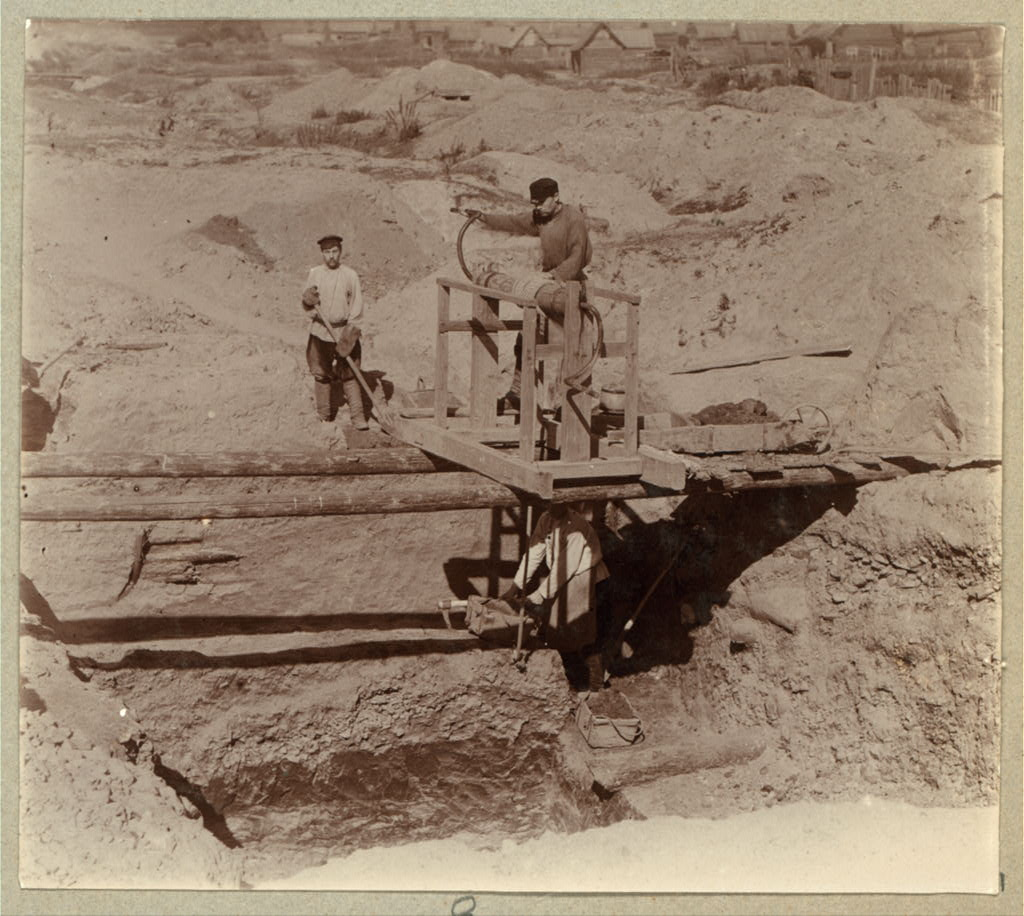
Добыча золотоносного песка на реке Берёзовке. Фотография Прокудина-Горского. Урал, район города Берёзовский, начало XX века.

Золото искали повсюду — практически в черте городов. В Красноярске золото находили на реке Бугаче, немного золота нашли на Афонтовой горе (недалеко от железнодорожного вокзала). Бригада старателей работала на Столбах; из-за их деятельности ручей получил название «Роев» — от слова «рыть». Обстановка в Красноярске была соответствующей — показная роскошь, кутежи, карты, драки, воровство.
Красноярский золотопромышленник Никита Фёдорович Мясников изготавливал визитные карточки из чистого золота. Стоимость одной такой «безделки» переваливала за пять рублей. В 1850-х годах пуд осетровой икры стоил пять с половиной рублей. В 1850-х — 1860-х годах начались банкротства золотопромышленников: истощились наиболее богатые месторождения, трудности с наймом работников, высокие заработные платы, рискованное кредитование (проценты по кредитам доходили до 10 % в месяц), расточительный образ жизни, отсутствие грамотного управления приводили к банкротствам.
Кийская Слобода, ставшая сборным пунктом для старателей, в 1856 году превратилась в окружной город, 1857 году получивший в честь императрицы Марии название Мариинск.
Одним из самых удачливых старателей был купец Гаврила Машаров из Канска. Он открыл более ста россыпей золота, стал самым богатым миллионером в тайге. Он заказал себе медаль из чистого золота весом 20 фунтов с надписью «Гаврила Машаров — император всея тайги»; за что и получил прозвище «таёжный Наполеон». Открытый им легендарный прииск «Гавриловский» (принадлежал купцу Рязанову) с 1844 по 1864 год дал 770 пудов золота. Разработка этого прииска продолжалась после этого ещё четверть века. Подобных приисков в енисейской тайге были сотни.
В 1836 году Машаров уже жил среди тайги в своем огромном доме со стеклянными галереями, крытыми переходами, оранжереей с ананасами. Рядом с домом построил фабрику по производству венецианского бархата. Расходы привели Машарова к проблемам с кредиторами, он был объявлен банкротом.
В 1842 году на Урале, под Миассом старатель Никифор Сюткин нашёл самый крупный в России самородок весом 36,2 кг. Самородок получил название «Большой треугольник». Сюткину выплатили 1226 рублей серебром. Умер рано.
Как отмечал в своих записках один из первых золотопромышленников Владимир Дмитриевич Скарятин, промысел первых старателей «походил скорее на игру, в которой можно было урвать миллион, или лечь костьми, чем на правильное рационально веденное промышленное дело». Хищнически разрабатывались лишь наиболее богатые россыпи; участки с меньшим содержанием золота заваливались пустой породой, несовершенная техника промывки песков приводила к потере почти третьей части содержащегося в них драгоценного металла. В 1861 году паровые машины применялись всего на трёх приисках. Лишь только золотопромышленники второй волны, пришедшие в начале 1860-х годов XIX века начали придерживаться более рациональных приемов ведения золотодобычи.
10 января 1898 года на Спасо-Преображенском прииске Ачинского округа нашли самородок весом 31,6 кг.
Открытие золотых россыпей на Урале и в Сибири заставило зарубежных геологов искать сходство геологической, геоморфологической обстановки в различных странах с обстановкой в Урало-Сибирских «золотых» зонах, находя таковые в Калифорнии, Австралии, Египте и других местах планеты. «Снежная цепь гор Калифорнии в её минералогическом строении совершенно сходна с горными породами Сибири», — писал английский геолог Родерик Импи Мерчисон. В 1848 году было найдено золото в Калифорнии. Началась знаменитая «Калифорнийская золотая лихорадка».

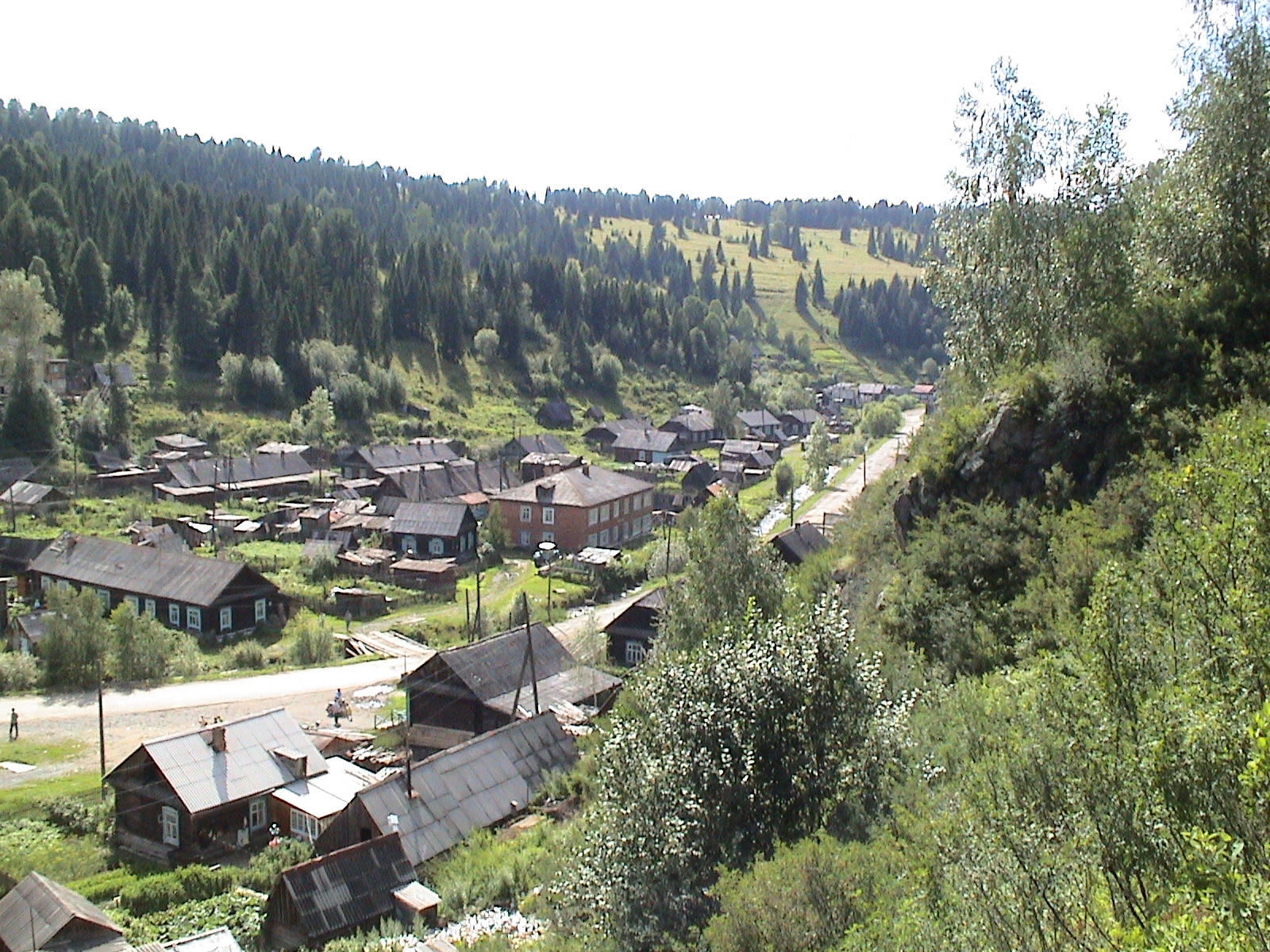
Рудник Старый Берикуль, улица Горняка, Тисульский район Кемеровской области, июль 2006 года

По подсчётам Главной конторы Алтайского горного округа с 1819 по 1861 годы в Сибири было добыто 35587 пудов золота на сумму более 470 млн рублей. В 1861 году было зарегистрировано 459 золотопромышленных компаний и товариществ. На 372 приисках работали 30.269 человек. За год они добыли 1071 пуд золота. К 1861 году были выданы 1125 разрешений на добычу золота. Из них 621 (55,3 %) разрешений получили дворяне, потомственные почетные граждане — 87 (7,7 %), купцы первой и второй гильдий — 417 чел. (37,0 %).

### Окончание «золотой лихорадки»
Сибирские купцы занимали второстепенные позиции в золотодобыче. Например, в 1845 году сибирским купцам принадлежало 30 % приисков, на которых было добыто 39,1 % золота. Бо́льшая часть прибылей вывозилась из Сибири. Золотодобыча привела к оттоку капиталов из обрабатывающих отраслей и других отраслей экономики. Накопленные в золотопромышленности капиталы вкладывались в пароходства, торговлю с Китаем в Кяхте, через благотворительность направлялись в образование, и прочие социальные нужды.
В начале 1920-х годов добыча золота в Западной и Восточной Сибири очень сильно сократилась. В 1921 году, например, на западносибирских приисках намыли всего чуть больше тонны золота. В мае 1927 года было создано Акционерное общество Союззолото и 1930 год стал годом окончательной ликвидации частной золотопромышленности в Сибири и на Дальнем Востоке.

## Налогообложение золотодобывающей промышленности
Указ 1782 года устанавливал плату в казну в форме горной подати в размере 1/10 со всех добытых полезных ископаемых.

### Горная подать
В 1828 году после разрешения частной золотопромышленности впервые была установлена горная подать в размере 15 % от валовой добычи золота, которая просуществовала до 1837 года. В 1840 году ставка горной подати была повышена до 24 % для приисков Северо-Енисейского округа и до 20 % — для всех остальных приисков Сибири.

### Пофунтовый сбор
В связи с массовыми волнениями рабочих на приисках Сибири, с 1838 года был введен дополнительный налог на содержание полиции и казачьей стражи, который получил название «пофунтовый сбор», дополнительный налог взимался в размере 4 рубля с каждого добытого фунта золота. В 1840 году изменились размеры пофунтового налога: предприятия, добывавшие до 2 пудов в год, платили по 4 рубля за каждый фунт, предприятия, добывавшие более 10 пудов, платили 8 рублей. Для уральских предприятий ставка пофунтового сбора была в два раза ниже, чем для сибирских.

### Налогообложение Верхнеудинского и Нерчинского горных округов
После разрешения частной добычи золота в Забайкалье в 1843 году горная подать для частных приисков Забайкалья была установлена в размере 30 %. Пофунтовый налог устанавливался в размере 5 — 10 рублей на содержание горной полиции и казачьей стражи. Высокие подати с приисков Забайкалья во многом сдерживали поиски, разведку и дальнейшее освоения золотого промысла.

### Налоговые реформы
В 1849 году правительством установлены новые ставки горной подати. Все прииски Сибири были разделены на 10 разрядов, горная подать колебалась от 5 % до 35 % в зависимости от объёма добычи золота. Это привело к снижению объёмов добычи золота и падению доходов государства. Крымская война увеличила потребности государства в золоте. В 1854 году государство приняло новый налоговый закон. Максимальная ставка подати была снижена с 35 % до 20 %, минимальная ставка осталась без изменения — 5 %.
В 1858 году все золотые прииски были разделены на три разряда, максимальный налог снижен до 15 %. Впервые в истории России была применена прогрессивная шкала обложения. Этот порядок налогообложения сохранялся до принятия «Закона о частной золотопромышленности» в 1870 году.
В 1870 году кроме горной подати и пофунтового сбора были введены: посаженная плата, плата за транспортировку золота, плата за сплав и апробирование. Общий налог составлял более 25 % от чистого дохода прииска. Это привело к снижению добычи золота, и государство отменило горную подать. В 1881 году горная подать была восстановлена. Размер подати и посаженной платы устанавливался отдельно для каждого региона. Наиболее высокой была горная подать в Ленском и Амурском округах — она составляла соответственно 40 % и 25 % чистой прибыли.
В 1895—1897 годах была проведена финансовая реформа Сергея Юльевича Витте. Было разрешено свободное обращение золота, горная подать была заменена промысловым налогом.
В 1902 году вступил в силу закон о промысловом налоге. Золотодобывающая промышленность была приравнена к другим горнодобывающими отраслями цветной металлургии. Налогообложение производилось не от валовой выручки предприятия, а от размера прибыли.

## Добыча золота в Приморье
Приморье является старейшим регионом золотодобычи на Дальнем Востоке. Добыча золота в Приморье началась еще 500 лет назад коренным населением, при этом золото добывалось не только из россыпных, но и коренных месторождений. Например, участники экспедиции Плотникова 1902 года зафиксировали в скалах реки Бикин «старые полуразрушенные орты». Открытие новых месторождений золота русскими переселенцами привела к возникновению местной золотой лихорадки. Однако старатели обнаружили, что большинство долин золотоносных речек южного Приморья и большинства водотоков западного Приморья «выработаны в давние времена». Старатели пришли к выводу, что «золото здесь очень бедное, хотя оно и везде здесь есть» и перенаправили поиски на центральные и северные районы Приморья.
Следы древних выработок золота еще со времен государства Бохай имеются в долинах многих рек. Добыча золота из аллювиальных россыпей продолжилась в государстве чжурчжэней, что привело к изменению рельефа многих речных долин. Первым отметил древние горные выработки золота в Приморье горный инженер Н. Аносов. Николай Михайлович Пржевальский отмечал, что многие горные выработки на береговых речках поросли дубами больше аршина в диаметре. Также он отмечал активную работу китайцев по добыче золота между Уссурийским заливом и Сучаном (теперь бассейн реки Партизанская). Согласно исследованию Ю. А. Наумова, старые горные выработки покрылись новыми почвенными горизонтами и поросли вторичными дубовыми лесами.
Добыча золота на протяжении многих веков истощила месторождения Приморья и привела к падению добычи золота, однако по мнению экспертов при добыче извлекались только крупные куски золота, а мелкие и тонкие (на которые приходится не меньше половины запасов золота) оставались в отходах золотодобычи. Еще одним перспективным направление являются морские россыпи Приморского шельфа.

## Добыча золота в Сибири в современной России
В настоящее время, ведущей компанией, занимающейся добычей золота в Сибири, является «Полюс Золото». Она разрабатывает рудные и россыпные месторождения золота в Красноярском крае (месторождения Олимпиадинское, Благодатное и др.) и Иркутской области (Западное, Вернинское и Чертово Корыто, 94 россыпных месторождения в бассейне реки Витим).
Компании в городе Бодайбо, добывающие золото в Иркутской области: ПАО «Высочайший» (GV Gold), ОАО «Лензолото», ЗАО «Артель старателей „Витим“», АО «Полюс Вернинское».

## Золотая лихорадка в русской литературе
- ок. 1861 — Латкин Николай Васильевич «На золотых промыслах». Роман.
- 1892 — роман «Золото» Дмитрия Наркисовича Мамина-Сибиряка.
- 1894 — «Отголоски с верховьев Амура и Забайкалья» в 2 томах Масюкова Порфирия Фёдоровича Сборник стихов.
- 1912 — приключенческий роман «В горах Даурии» Павла Кузьмича Белецкого.
- 1928 — роман «Угрюм-река» Вячеслава Яковлевича Шишкова.
- 2013 — роман «Золото Удерея» В. Прасолова.